# Uri Costak
Uri Costak (Barcelona, 1973) és periodista, escriptor i professor d'universitat. Ha treballat de reporter a La Vanguardia i com a guionista a la Cadena Ser. També ha estat director creatiu de diverses agències de publicitat. L'any 2019 ha publicat la seva primera novel·la, L'estilita, a l'editorial Ara Llibres.

## Obres

### Novel·les
- L'estilita, Ara Llibres, 2019. ISBN 9788416743834